# Clerodendrum volubile
Espèce
Synonymes
- Clerodendrum multiflorum G.Don[1]
- Clerodendrum volubile var. grossiserratum Moldenke[1]
- Siphonanthus volubilis (P.Beauv.) Hiern[1]
- Torreya paniculata Spreng.[1]

Clerodendrum volubile est une espèce de plantes à fleurs de la famille des Lamiacées. C'est un arbuste grimpant indigène à l'Afrique de l'Ouest, présente surtout au sud-ouest du Nigeria. Les noms communs sont marugno, eweta, obnettete.

## Description
Clerodendrum volubile est un arbuste qui peut mesurer jusqu'à 3 m de haut, avec plusieurs fleurs de couleur rouge et une longueur de 1,5 cm[pas clair]. Les feuilles sont simples et lancéolées avec une surface glabre. Le limbe a une taille de 10 x 3.2 cm.

## Utilité
Au sud-ouest de Nigeria les feuilles fraîches et séchées de Clerodendrum volubile sont utilisées comme légume aromatique, associées à d'autres légumes. Lorsqu'elles sont ajoutées à une sauce, les feuilles prennent une couleur sombre.
Les feuilles sont utilisées aussi en médecine traditionnelle contre les inflammations, la goutte, l'arthrite, le rhumatisme et les maladies vénériennes. Des recherches sur Clerodendrum volubile ont relevé que les feuilles contenaient des flavonoïdes, des tanins, des saponines, des alcaloïdes, des glycosides cardiotoniques et des anthraquinones.
Clerodendrum volubile est plantée aussi comme plante ornementale et utilisée comme délicatesse pendant les occasions spéciales.
| Contenu des substances nutritives | En %   |
| --------------------------------- | ------ |
| Protéines                         | 13.88  |
| Fibre alimentaire                 | 11.26  |
| Lipides                           | 6.12   |
| Glucides                          | 44.69  |
| Calories (Kcal/100g)              | 289.31 |

## Liste des variétés
Selon Tropicos (24 juillet 2017) :
- variété Clerodendrum volubile var. grossiserratum Moldenke